# Dornmühle (Treuchtlingen)
Dornmühle ist ein Gemeindeteil der Stadt Treuchtlingen im Landkreis Weißenburg-Gunzenhausen (Mittelfranken, Bayern). Dornmühle liegt in der Gemarkung Wettelsheim.

## Geographische Lage, Verkehr
Die Einöde liegt in der Südlichen Frankenalb südwestlich von Wettelsheim im Talgrund der Rohrach.
Dornmühle ist über mehrere kleinere Straßen aus Richtung Wettelsheim erreichbar.

## Geschichte
Der Ortsname wird gedeutet als „Mühle am Dorngebüsch / an den Dornhecken (vielleicht als Schutzanlage)“. Südlich der Mühle wurde durch die Luftbildarchäologie ein römischer Gutshof entdeckt.
Die Mühle wird erstmals 1493 erwähnt; damals hatte der „Dornmiller“ Abgaben an das Kloster Wülzburg zu entrichten. Ähnlich lauten Belege von 1520 und 1537. Mit dem Kloster kam die Mühle später an die Markgrafen von Brandenburg-Ansbach; 1732 heißt es, dass die Mühle eine Mahlmühle des Richteramtes Wettelsheim ist und nach Wettelsheim gepfarrt ist, wohin auch der Zehnt zu leisten war. Hochgerichtlich  unterstand die Mühle dem ansbachischen Oberamt Hohentrüdingen.
Im Königreich Bayern wurde die Dornmühle zum Steuerdistrikt Wettelsheim zugeschlagen, der 1808 Ruralgemeinde wurde. 1824 wohnten in der Dornmühle 10, 1950 14, 1961 6 Personen. Im Zuge der Gebietsreform in Bayern wurde Wettelsheim und damit auch die Dornmühle am 1. Juli 1972 nach Treuchtlingen im Landkreis Weißenburg-Gunzenhausen eingemeindet. 1987 wohnten sieben Personen im Wohngebäude der Dornmühle.
Der Mahlbetrieb und die Holzsäge wurden um 1900 stillgelegt. 1984 liest man, dass das Anwesen ein „rein landwirtschaftlicher Vollerwerbsbetrieb“ ist.